# 学群
学群（がくぐん）は、学部に替わる大学の学士課程教育の基本となる組織である。典型的には、いくつかの学士課程を担う「学類」により構成され、学生は学群・学類に所属する一方、教員は学群とは別に研究の基本組織である「学系」に所属する。

## 概要
学群・学類・学系制度を最初に導入したのは、1973年に開学した筑波大学であった。筑波大学は、旧東京教育大学の筑波研究学園都市への移転に伴って、従前の大学と全く異なる教育研究の仕組みを持つ新構想大学として新たに設置された大学であるが、それまでの大学が学部・学科・講座により構成され、教育と研究が一体化されていたのに対し、教育組織と研究組織を機能的に分離するため、学士課程の学生が所属する学群・学類と、教員が所属する学系を、教育研究の基本組織とした。
最初に筑波大学で導入された学群は、第一・第二・第三・医学専門・体育専門・芸術専門の6学群であったが、ナンバーを付された学群は、それぞれ人文・社会・自然の幅広い学問分野を含み、基礎科学・応用科学・工学という教育目標の観点から一つの学群とされたが、一般的にはわかりにくいことから、2007年、現在の関連する学問分野別の学群に再編された。
国立大学法人化後の2004年に福島大学、2005年に桜美林大学が、学部を改組し学群を設置して以降、いくつかの大学が学群制を導入した。これらの大学では、特定の学問分野に特化した特徴を持つ「学部」とは違い、より広範囲な学問分野に基づく学士課程を展開する構成単位として使用されることが多い。
但し、この後学群を導入した大学の中には、教員も学群に所属し、教育と研究の組織を分離していない大学もあり、学群のあり方は多様になっている。
また、日本工業大学では、学群は、学部内のいくつかの学科を束ねたものとして設置された。
なお、和洋女子大学や日本工業大学のように、学群制度を導入したものの、学部制度へ戻した大学もある。
同様の構成単位用語に「学域」「学環」「学院」などがある。なお、「学院」は東京工業大学のみで採用されている方式であるが、学校そのものを意味する「学院」とは異なるほか、学部と大学院研究科を統合したものであるため、学部・学群・学域・学環とはニュアンスがかなり異なっている。

## 学群制を採用する大学・大学校一覧
国立
筑波大学 - 人文・文化学群, 社会・国際学群, 人間学群, 生命環境学群, 理工学群, 情報学群, 医学群, 体育専門学群, 芸術専門学群
福島大学 - 人文社会学群, 理工学群, 農学群
公立
宮城大学 - 事業構想学群, 看護学群, 食産業学群
高知工科大学 - システム工学群, 環境理工学群, 情報学群, 経済・マネジメント学群
北九州市立大学 -  地域創生学群
名桜大学 - 国際学群
私立
桜美林大学 - リベラルアーツ学群, ビジネスマネジメント学群, 健康福祉学群, 芸術文化学群, グローバル・コミュニケーション学群
札幌大学 - 地域共創学群
酪農学園大学 - 農食環境学群, 獣医学群
駒沢女子大学 - 人間総合学群
姫路獨協大学 - 人間社会学群
尚絅学院大学 - 人文社会学群／心理・教育学群／健康栄養学群
省庁大学校
防衛大学校 - 応用科学群, 電気情報学群, システム工学群, 人文社会科学群

## 学群制を採用していたことがある大学・大学校一覧
私立
和洋女子大学 - 2008年より人文学部を人文学群に、家政学部を家政学群に改称することで制度導入をするも、2018年に再度学部に改称した。
日本工業大学 - 2009年に旧工学部の中の下部構成単位として機械システム学群, 電子情報メディア学群, 建築デザイン学群を置く制度を導入するも、2017年に学部改組する際に廃止した。